# Fort II (Magdeburg)

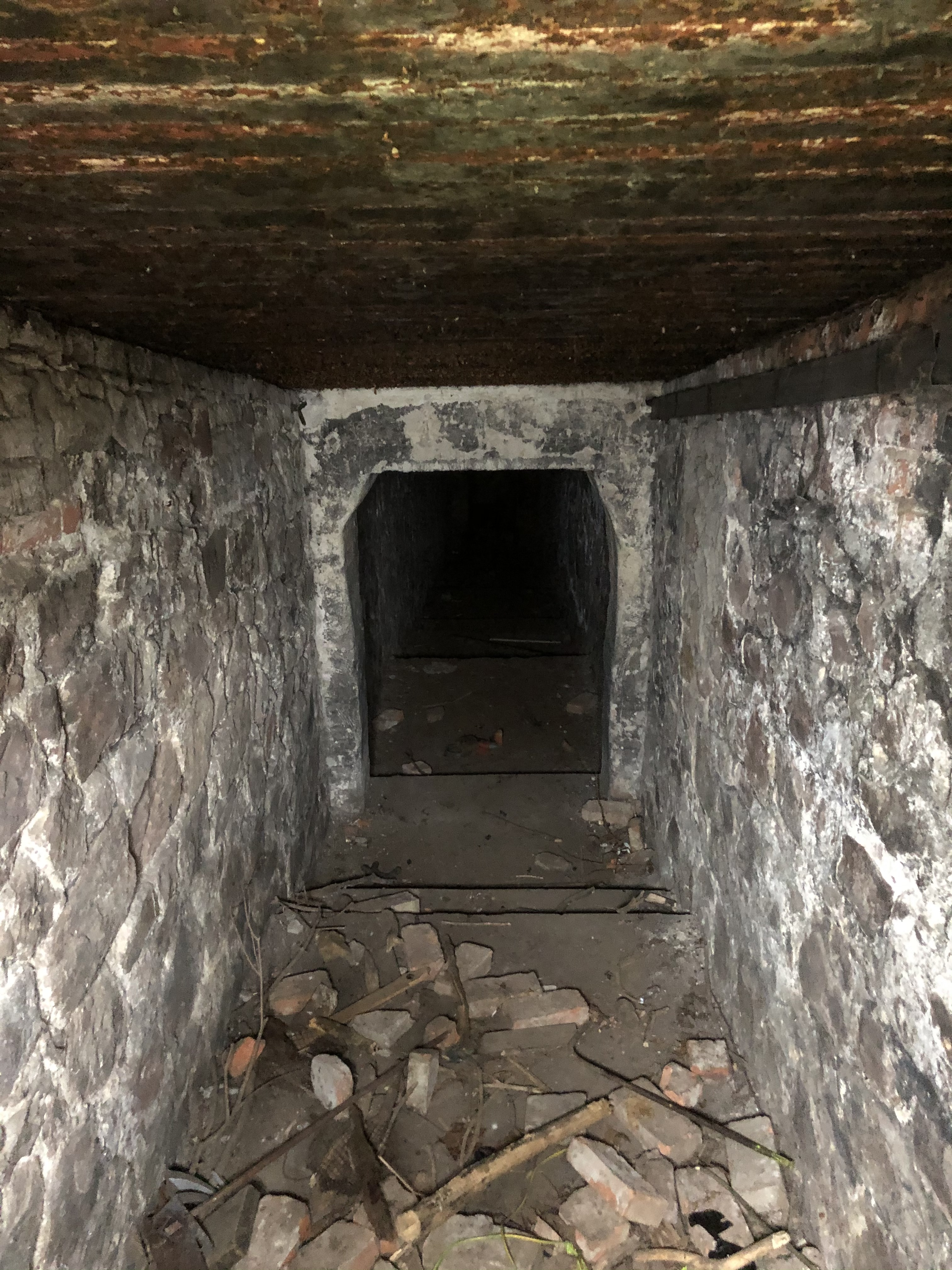
Rest der Saillantpoterne des Fort II im Jahr 2021

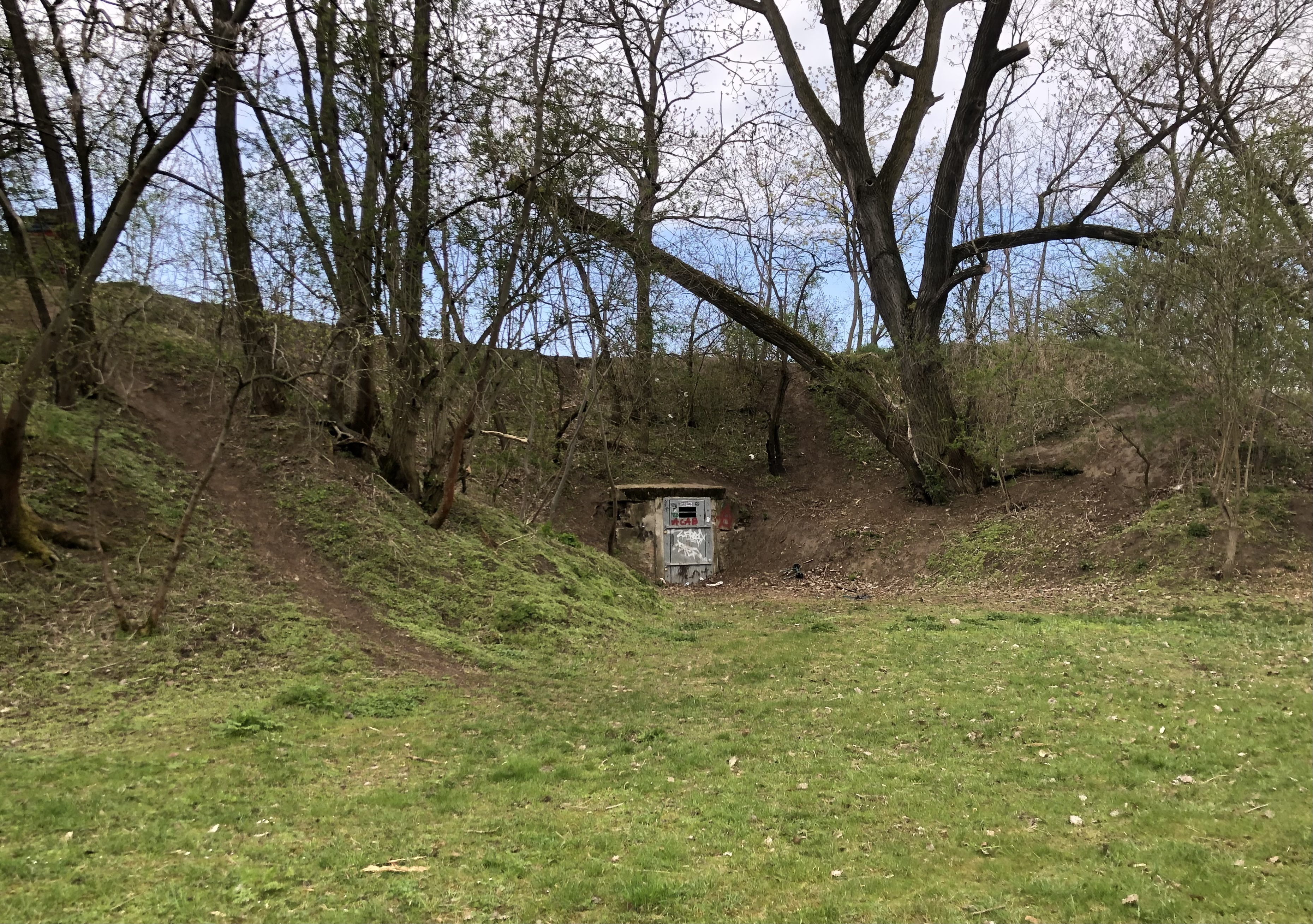
Zugang, 2021

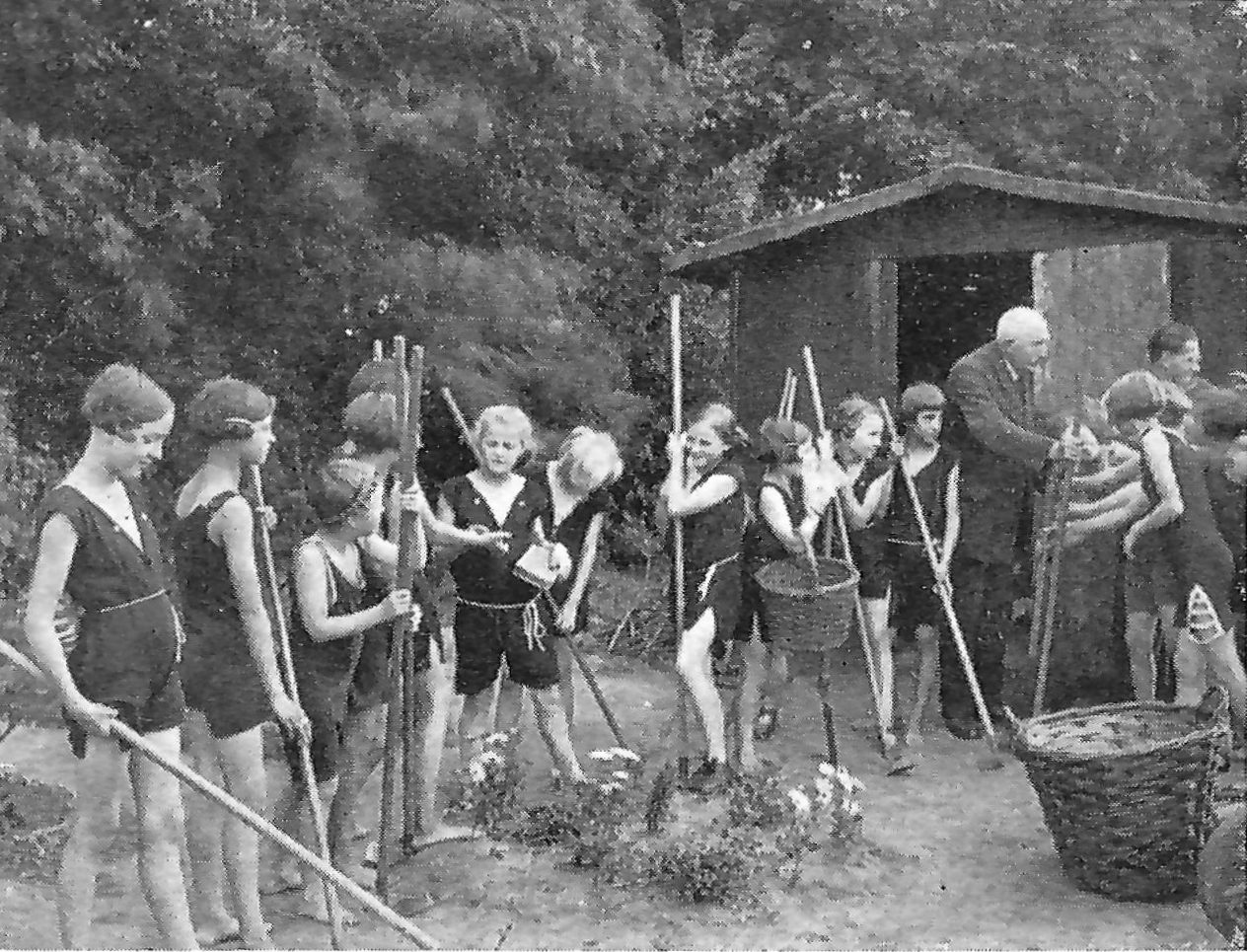
Geräteausgabe im Schulgarten in den 1920er Jahren

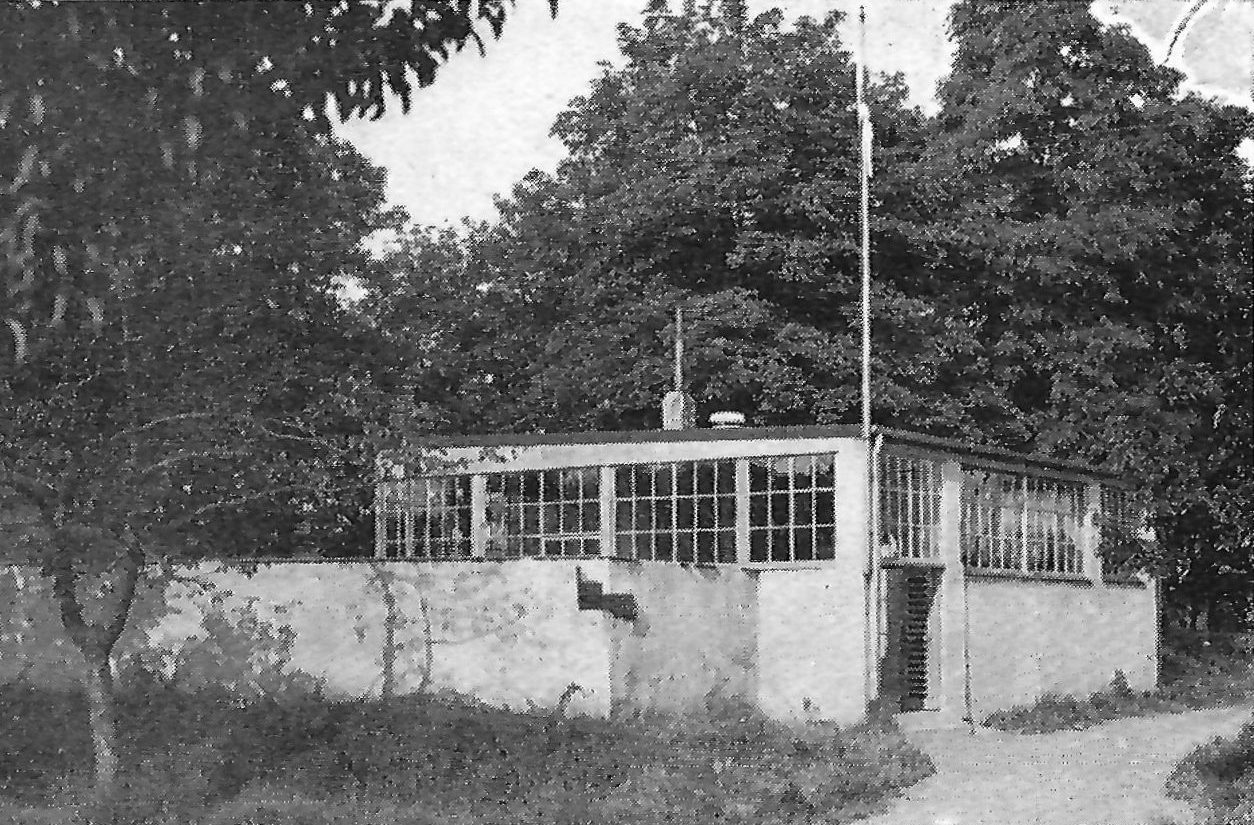
Milchhäuschen, 1920er Jahre

Das Fort II war ein Fort der Festung Magdeburg und diente zur Verteidigung der Südfront der Festung. Erhaltene Reste der Anlage stehen unter Denkmalschutz.

## Lage
Das Fort befand sich etwa 2100 Meter südlich der Festungsumwallung, unmittelbar westlich der Leipziger Chaussee, auf einer Höhe von 72 Metern über Normalnull. Südlich des jetzt zum Magdeburger Stadtteil Reform gehörenden Geländes verläuft der Kirschweg.

## Geschichte und Architektur
Die Anlage wurde in der Zeit zwischen 1866 und 1873 errichtet, da aufgrund der veränderten Waffentechnik eine Modernisierung der Festung mit Errichtung eines Fortgürtels vor der eigentlichen Festung erforderlich schien. Aufgrund einer anfänglich anderen Zählweise der Magdeburger Forts, wurde zeitweise das spätere Fort I in Fermersleben als Fort II bezeichnet. Es entstand eine fast symmetrische Anlage mit Glacis, Trockengraben und vier Grabenkaponnieren. Der Wall war mit Traversen versehen und es bestanden Flügelwerke in symmetrischer Anordnung. Zur Anlage gehörte eine Reverskasematte mit Sailantpoterne, eine Mitteltraverse, Laboratorien, Pulvermagazine, Blockhäuser sowie eine Latrine.
Die sich weiter schnell verändernde Waffentechnik machte das Fort jedoch schon nach kurzer Zeit militärisch nutzlos. Ohne dass es je in militärische Auseinandersetzungen verstrickt gewesen wäre, wurde es daher nach 1900 aufgegeben und schrittweise abgerissen.

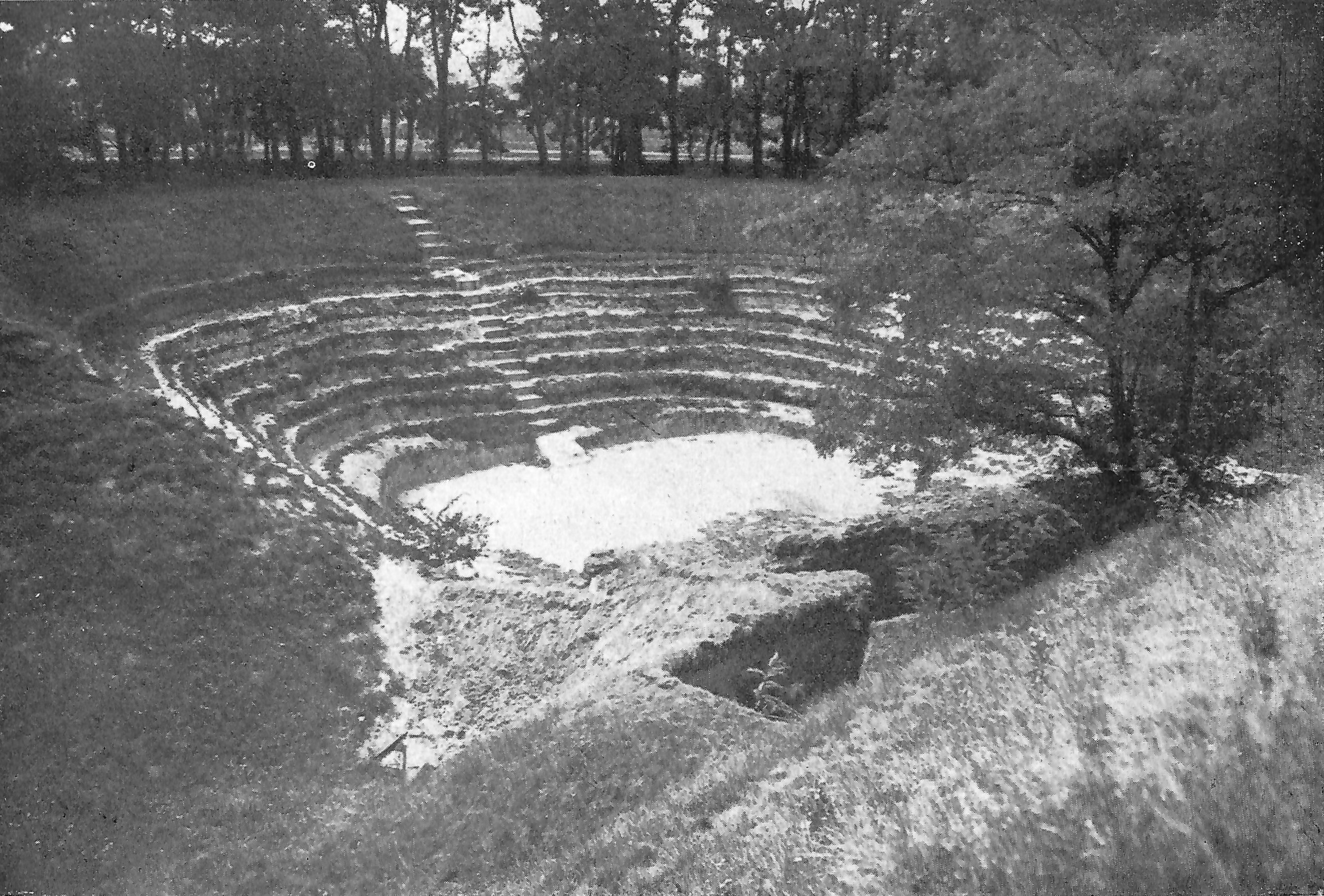
Freilichtbühne in den 1920er Jahren

Mitte der 1920er Jahre pachtete die Buckauer Versuchsschule das Fortgelände mit einer Fläche von 22,5 Morgen. Mit Hilfe der Eltern wurde ein zwei Morgen großer Schulgarten mit Obsthang angelegt. Außerdem entstand eine Freilichtbühne, die 1200 Menschen Platz bot, ein Milchhäuschen mit Veranden und Elternpark. Die Eltern leisteten etwa 1200 Arbeitsstunden monatlich für die Anlage.
Später wurde das Fortgelände zu einer öffentlichen Grünanlage. Im östlichen Teil entstand das Freibad Süd. Außerdem wurden eine Waldschule und ein Kindergarten errichtet.
Vom eigentlichen Fort II blieben Erdwälle und die Saillantpoterne erhalten. Letztere wurde am 25. Juli 2015 unter der Objektnummer 107 65005 im örtlichen Denkmalverzeichnis als Baudenkmal ausgewiesen.